# Sobětuchy
Sobětuchy (en allemand : Sobietuch) est une commune du district de Chrudim, dans la région de Pardubice, en République tchèque. Sa population s'élevait à 996 habitants en 2022.

## Géographie
Sobětuchy se trouve à 3 km au sud-ouest du centre de Chrudim, à 12 km au sud de Pardubice et à 97 km à l'est-sud-est de Prague.
La commune est limitée par Lány au nord-ouest, par Chrudim au nord-est et à l'est, par Rabštejnská Lhota au sud et par Stolany à l'ouest.

## Histoire
La première mention écrite de la localité date de 1272.

## Administration
La commune se compose de trois sections :
- Pouchobrady
- Sobětuchy
- Vrcha

## Transports
Par la route, Sobětuchy se trouve à 4 km de Chrudim, à 14 km de Pardubice et à 120 km de Prague. 